# Leptoneta infuscata
Espèce
Synonymes
- Leptoneta infuscata iberica Fage, 1913

Leptoneta infuscata est une espèce d'araignées aranéomorphes de la famille des Leptonetidae.

## Distribution
Cette espèce se rencontre en France en Occitanie, à Andorre et en Espagne en Aragon, en Catalogne et à Majorque,,. En France, elle a été observée dans les Hautes-Pyrénées, dans le Sud de la Haute-Garonne, en Ariège et dans l'Est de l'Aude.

## Description
Le syntype mesure 2 mm
Les mâles mesurent de 2 à 2,5 mm et les femelles de 2 à 2,5 mm.

## Systématique et taxinomie
Cette espèce a été décrite par Simon en 1872.
Leptoneta minos, Leptoneta infuscata iberica et Leptoneta infuscata corberensis sont placées en synonymie par Ribera en 1988. Leptoneta minos est relevée de synonymie par Déjean en 2022, qui place Leptoneta infuscata corberensis en synonymie.
Leptoneta infuscata ovetana a été élevée au rang d'espèce par Fernández-Pérez et Prieto en 2023.

## Publication originale
- Simon, 1872 : « Notice complémentaire sur les arachnides cavernicoles et hypogés. » Annales de la Société entomologique de France, (sér. 5, vol. 2, p. 473-488 (texte intégral).